# 기동방공자치정부
기동방공자치정부(중국어: 冀東防共自治政府, 병음: Jìdōng Fánggòng Zìzhì Zhèngfǔ)는 허베이성에 위치한 1930년 이후 단명한 일본 제국의 괴뢰정권 중 하나이다.

## 역사

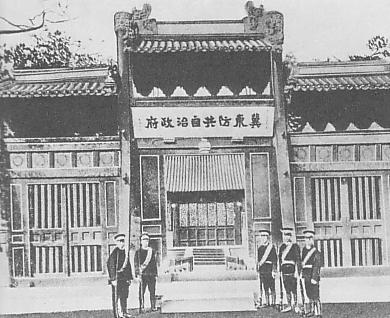
지둥방공자치정부 정부청사.

만주국이 형성되고 일본 제국 육군이 일련의 군사적 행동으로 만리장성 동부의 둥베이 지역을 점령한 이후, 일본 제국과 중화민국 사이 톈진시와 베이징을 잇는 만리장성 남부 지역을 비무장 지대로 하는 탄구 평화 협정을 맺었다. 1935년 평화 협정과 하매 협정에 따라 이 비무장 지대는 중국 국민당의 정치적, 군사적 영향력에서 벗어나게 되었다.
1935년 11월 15일, 허베이 지방 22군의 관리자인 인루겅(殷汝耕)이 자신의 담당 지역을 자치 정부로 선포했다. 10일 후인 11월 25일, 그는 퉁저우 구를 수도로 하는 자치 정부를 수립하여 중화민국과 독립한다고 결정했다. 새 정부는 즉시 일본과 경제, 군사적 조약을 맺었다. 탄구 평화 협정으로 생긴 비무장 지대 평화유지군은 해산되고 일본의 군사 지원으로 동허베이 육군으로 개편되었다. 일본의 목표는 중국과 만주국 간 완충 지대를 설정하는 것이었지만, 친일 협력 정권은 이를 중국 정부와 맺은 평화 협정을 어기는 모욕으로 받아들었다.
지둥방공자치정부는 1937년 12월 중화민국 임시 정부로 흡수되기 전에 1937년 7월 말 퉁저우 반란까지 살아남다가 병합되었다.

## 같이 보기
- 화북분리공작
- 베이징의 역사
- 대동아공영권